# ブルー・スウェード
ブルー・スウェード（Blue Swede）は、スウェーデン出身のロックバンド。主に1970年代中期に活躍した。
スウェーデン国内で活躍していたバンド、スラム・クリーパーズにてシンガーとして活躍していたビヨン・スキーフスを中心として1972年に結成される。当初、バンドはスウェーデン語で「青いシャツ」を意味する、ブローブラス（Blåblus）と名乗っていたが、1973年、B・J・トーマスによって1969年にBillboard Hot 100の5位を記録するヒットとなった「ウガ・チャカ」（Hooked On a Feeling）をカヴァーしたのが、イギリスのシンガーソングライター、プロデューサーのジョナサン・キングに認められ、これを切っ掛けとして、バンド名をブルー・スウェードに改めて、全米・全英デビューを果たすことになる。この「ウガ・チャカ」は母国スウェーデンで同年5月にヒットすると、その後、アメリカでもリリースされ、翌1974年4月にBillboard Hot 100の1位に輝くヒットとなった。この曲は1992年に公開されたクエンティン・タランティーノが監督した映画『レザボア・ドッグス』でもBGMとして、使われている。
その後も同1974年に、ジ・アソシエイションが1967年にBillboard Hot 100の2位に送り込んだ「ネヴァー・マイ・ラヴ」（Never My Love）をカヴァーし、同チャートの7位に送り込むヒットにする。しかし、1975年にシンガーのビヨン・スキーフスがソロ活動を選択し脱退。バンドはその後、2枚のアルバムを発表し1979年に解散した。ビヨン・スキーフスは1975年にABBAのフリーダと共にアルバムを共作し、スウェーデン国内で名声を確立させると、ティム・ライスが手掛けたミュージカル『チェス』のために曲を提供したりしている。

## 主なヒット曲
- 「ウガ・チャカ」（Hooked on a Feeling）※全米シングルチャートの1位に輝く。オリジナルは1969年にB・J・トーマスによる、同チャートの5位を記録したヒットのカヴァー。
- 「ネヴァー・マイ・ラブ」（Never My Love）※全米シングルチャートの7位に入るヒット。オリジナルは1967年にジ・アソシエイションによる、同チャートの2位を記録したヒットのカヴァー。

## ディスコグラフィ

### アルバム
- Pinewood Rally (1973年、EMI)
- 『蒼いスウェーデン』 - Hooked on a Feeling (1974年、EMI)
- 『蒼い騎士たち』 - Out of the Blue (1974年、EMI)
- Better Days Are Coming (1976年、EMI)
- De' e vi som spelar på skivan (1978年、EMI)